# Ferdinand Emmerling
Friedrich Martin Ferdinand Emmerling (* 25. Dezember 1831 in Darmstadt; † 22. August 1912) war ein deutscher Verwaltungsjurist.

## Leben
Emmerling war Sohn des Juristen und Abgeordneten der Deutschen Nationalversammlung August Emmerling und dessen Frau Christiane Charlotte, geborene Koch. Er studierte Rechtswissenschaften in Gießen und Heidelberg und wurde dort Mitglied des Corps Teutonia Gießen (1849) und Rhenania Heidelberg (1851). Er war mit Marie geborene Rumpel verheiratet. Von 1855 bis 1863 war er in  verschiedenen landwirtschaftlichen Betrieben beschäftigt. 1867 wurde er Kreisassessor in Dieburg, 1876 Oberdomänenrat bei der Oberforst- und Domänendirektion in Darmstadt, 1879 Oberfinanzrat und Vortragender Rat im hessischen Finanzministerium, 1888 Ministerialrat im Ministerium des Innern und der Justiz, später Geheimer Oberfinanzrat, 1895 Geheimer Rat. Emmerling war ständiges Mitglied und Vorsitzender des Landesversicherungsamts. 1897 und 1899 war er Mitglied der landesherrlichen Einweisungskommission der II. Kammer. 1902 trat er in den Ruhestand. 1904 fungierte er noch einmal zeitweilig als Präsident des hessischen Verwaltungsgerichtshofes.

## Auszeichnungen
- Komturkreuz I. Klasse des Verdienstordens Philipps des Großmütigen mit der Krone